# Browallia
- Commons
- Wikispecies

Browallia L. é um género botânico pertencente à família Solanaceae.

## Principais espécies
- Browallia americana L.
- Browallia demissa L.
- Browallia eludens R.K.VanDevender & P.D.Jenkins
- Browallia speciosa Hook.
- Browallia viscosa

## Classificação do gênero
| Sistema | Classificação                        | Referência               |
| ------- | ------------------------------------ | ------------------------ |
| Linné   | Classe Didynamia, ordem Angiospermia | Species plantarum (1753) |